# Lieinix nemesis nayaritensis
La mariposa conejita (Lieinix nemesis subsp. nayaritensis) pertenece a la familia de las mariposas saltarinas Pieridae.

## Descripción
El macho difiere de las otras subespecies porque presenta los puntos apicales un poco más grandes y con mayor tendencia a fusionarse; siempre se presenta muy bien formada la mancha subocelar postdiscal y un poco más grande que los de atthis. La extensión del margen posterior amarillo en las alas posteriores es tal que si toca la célula y debido a esto,  la banda infradiscal negra es mucho más estrecha que en atthis, quedando el área verde casi inexistente. El margen posterior de las alas posteriores es ligeramente cóncavo, entre las venas M3 y Cu2. Hay dimorfismo sexual, la hembra es diferente al macho. El color de fondo es más intenso que el amarillo pálido y se acerca al amarillo limón claro, es muy homogéneo y no hay coloraciones blanquecinas verdosas pálidas. El borde posterior amarillo de las alas anteriores y la vena M3-Cu1 siempre aparecen aisladas de la banda postmediana por puentes gruesos, mucho más constantes que en atthis.

## Distribución
Oeste de México (Nayarit a Oaxaca). Guerrero (El Faisanal,  Atoyac de Álvarez, El iris, Heliodoro Castillo, La Golondrina, Los retrocesos, Nueva Delhí, Omiltemí, Puente de los Lagartos); Guanajuato (Guanajuato, Durazno, La Calera, Puerto lo Mazos), Nayarit (Jalcocotán-Jalisco, Palpita), Oaxaca (La Soledad, Sierra de Miahuatlán, Ciudad Oaxaca, San Gabriel Mixtepec). etc.

## Hábitat
Se encuentra a altitudes preferentes entre los 900 y los 1 800 m s. n. m. en la vertiente del Pacífico de México, desde la parte media de Oaxaca, hasta el sur de Sinaloa. Parece ser inexistente a altitudes menores de los 400 m s. n. m. Tanto los machos como las hembras visitan inflorescencias de compuestas después de las 11:30 A.M.

## Estado de conservación
No está enlistada en la NOM-059 y tampoco evaluada en la UICN.